# 青春狂騒曲
「青春狂騒曲」（せいしゅんきょうそうきょく）は、サンボマスターが2004年12月1日にリリースした3枚目のシングル。

## 概要
サンボマスター初のアニメタイアップシングル。MVは「廃墟バージョン」と「サンババージョン」2種類。「廃墟バージョン」は廃墟ビルで3人が演奏している内容。「サンババージョン」はスタジオで3人のサンバダンサーをバックに従えて演奏している内容。スタッフや客役の役者はそれぞれのポジションの字（「照明」「客」など）がプリントされたTシャツを着用。タレントの林家ペーがディレクター役で出演。振付は西田一生（西田プロジェクト）。

## 収録曲
全曲作詞・作曲：山口隆
1. 青春狂騒曲
テレビ東京系アニメ『NARUTO -ナルト-』5代目オープニングテーマ[1]
2. つながり（キング・オブ・レイドバック・ミックス）
3. 雨
4. 青春狂騒曲（NARUTO-ナルト-Opening MIX）